# Рівновага термодинамічної системи
Рівнова́га термодинамі́чної систе́ми або термодинамічна рівновага — стан, при якому термодинамічні параметри усіх тіл, що входять у термодинамічну систему тривалий час не змінюються. Такий стан є тоді, коли тиск, температура і хімічний склад системи в усіх її частинах є однаковими. Якщо в термодинамічній системі, що не має теплоізоляційних й абсолютно жорстких перегородок, тіла або їх частини перебувають не в однаковому стані, то за відсутності нових зовнішніх впливів через певний час у системі настане термодинамічна рівновага.

## Умови термодинамічної рівноваги
При термодинамічній рівновазі передавання теплоти від одних тіл системи до інших та механічне відносне переміщення окремих частин і частинок системи відсутні, тобто має місце теплова, механічна й дифузійна рівновага.
Теплова рівновага (англ. thermal equilibrium) — стан матеріальних об'єктів, які перебувають у тепловому контакті, що характеризується повною відсутністю теплообміну між ними, який однозначно означає рівність їхніх температур.
Механічна рівновага — стан, при якому є неможливими будь-які макроскопічні рухи частин системи, але поступальний рух та обертання системи як цілого є допустимими. За відсутності зовнішніх порів і обертання системи умовою її механічної рівноваги є сталість тиску у всьому об'ємі системи.
Хімічна рівновага забезпечується сталістю хімічного потенціалу в об'ємі системи.
При термодинамічній рівновазі тиск і температура усіх тіл, які входять до системи, дорівнюватимуть температурі і тиску навколишнього середовища. Із зміною зовнішніх умов буде змінюватись і стан системи. Ця зміна спостерігатиметься доти, доки знову не настане рівність тисків і температур системи і середовища, яке її оточує, тобто не настане стійка рівновага.
Без зовнішнього впливу (самовільно) система вийти із стану рівноваги не спроможна.
Достатні умови термодинамічної рівноваги (умови стійкості) можуть бути отримані з другого закону термодинаміки. У загальному випадку система перебуває у термодинамічній рівновазі тоді, коли термодинамічний потенціал системи, отриманий на основі незалежних у даних умовах змінних, є мінімальним, а ентропія є максимальною.

## Особливості встановлення термодинамічної рівноваги
Процес встановлення рівноваги в термодинамічній системі складний і загалом включає в себе декілька стадій. Якщо сполучити між собою дві різні системи загалом з різним хімічним складом, температурою і тиском, то перш за все встановлюється рівновага тиску. Наступним за швидкістю процесом є встановлення температурної рівноваги. Встановлення рівноваги за складом може відбуватися дуже довго. Наприклад, у випадку дифузії в твердих тілах. Тому часто про рівноважні системи говорять, що в них уже відбулися всі швидкі процеси, а всі повільні процеси ще не завершилися.

## Термодинамічна константа рівноваги
Відношення добутків рівноважних активностей продуктів до добутку рівноважних активностей реактантів, Активність кожного реагенту береться в ступені, рівному його стехіометричному коефіцієнту. Вона є функцією температури й тиску в системі. Синонім — стандартна константа рівноваги.